# Сареки
Сареки (груз. სარეკი) — село в Грузии, на территории Сачхерского муниципалитета края (мхаре) Имеретия.

## География
Село находится в центральной части Грузии, на правом берегу реки Квирилы, вблизи места впадения в неё реки Джручулы, на расстоянии 4 километров к западу от города Сачхере, административного центра муниципалитета. Абсолютная высота — 575 метров над уровнем моря.

## Население
По результатам официальной переписи населения 2014 года, в Сареки проживало 1420 человек (699 мужчин и 721 женщина). В национальной структуре населения грузины составляли 99,7 %, русские — 0,2 %, армяне — 0,1 %.
| Год  | Население, человек |
| ---- | ------------------ |
| 2002 | 1637               |
| 2014 | ↘ 1420             |